# 温德哈根
温德哈根是德国莱茵兰-普法尔茨州的一个市镇。总面积13.11平方公里，总人口4280人，其中男性2112人，女性2168人（2011年12月31日），人口密度326人/平方公里。